# Elwendia persica
La alcaravea negra, comino negro o semilla negra (Elwendia persica) es una especie de planta perteneciente a la familia Apiaceae. 
A menudo se confunde con Nigella sativa (que también se llama alcaravea negra, comino negro o semilla negra), por lo que a menudo se sustituye en la cocina.

## Denominaciones
Los nombres locales para esa especia son kala zeera (काला ज़ीरा ; comino negro) o shahi zeera (शाहि ज़ीरा ; comino imperial) en hindi, como syah zirah (سیاہ زیرہ ; comino negro ), kaala zirah (کالا زیرہ ; comino negro), y zirah kuhi ( زيره كوهی ; montaña/comino silvestre) en urdu, zireh kuhi (زيره كوهی ; comino silvestre) en persa, y siyoh dona (сиёх дона ; semilla negra) en tayiko y en malayalam sahajīrakaṁ (സഹജീരകം).
El término hindi de uso común shahi zeera puede ser una distorsión de syahi (negro en persa) zeera. Sin embargo, en el idioma indostaní, el término syahi también significa "negro como la tinta". En bengalí, kalo jeera también significa "comino negro", pero no se refiere a Elwendia persica, cuyo uso es poco común, sino a Nigella sativa que se usa como especia en la gastronomía bengalí.

## Cultivo
La planta crece en forma silvestre en una amplia región desde el sudeste de Europa oriental hasta Asia meridional. Alcanza unos 60 centímetros de altura y 25 centímetros de ancho, con flores hermafroditas, polinizadas por insectos.
La planta da frutos delgados, alargados y acostillados que se cosechan una vez que la planta está muy seca. No se pueden arrancar más de 5 a 8 g de cada planta, lo que contribuye a su alto precio.

## Usos

### Culinarios
Los frutos secos se utilizan como especia culinaria que tiene las mismas aplicaciones que el comino (Cuminum cyminum), en el norte de la India, Pakistán, Bangladés, Afganistán, Tayikistán e Irán. Es prácticamente desconocido fuera de estas zonas y el sabor de estas es ahumado y terroso.

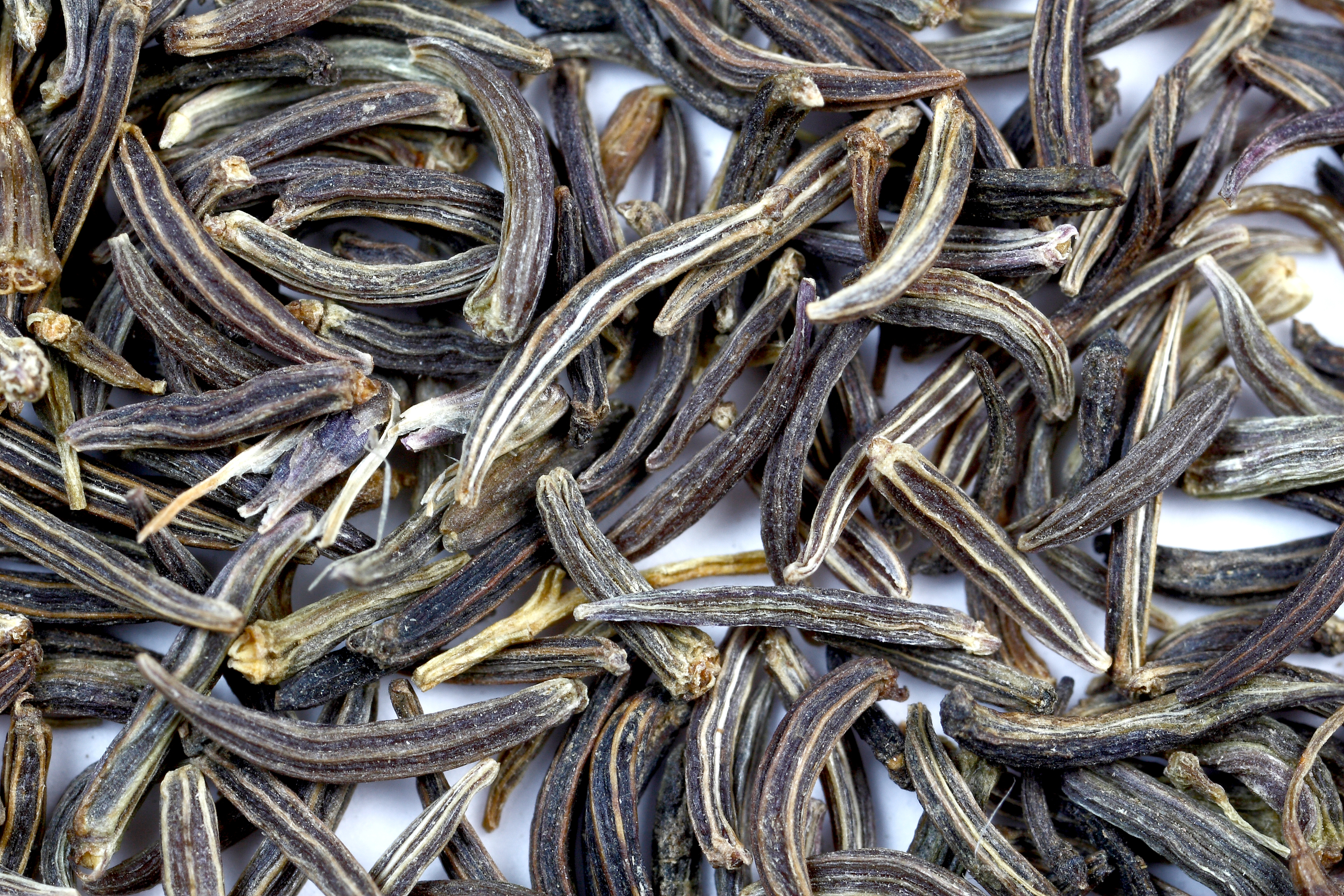
Semillas de comino negro

Las pequeñas raíces redondeadas son comestibles crudas o cocidos, y tienen el gusto parecido a las castañas dulces.
Las semillas son más apreciadas como guarnición en platos de la gastronomía india muy especiales y de alto valor; no se deben moler, ya que se reduciría su sabor.

### Usos medicinales
La hoja puede ser utilizada como hierba o guarnición similar al perejil.
El fruto es una rica fuente de timol. El timol se utiliza como vermífugo contra la anquilostomiasis (un parásito intestinal), y también como antiséptico en numerosos preparados farmacéuticos. Es un estimulante, que estimula la diuresis y alivia la flatulencia. Fortalece las funciones del estómago y es un excelente remedio para las hemorragias.

## Taxonomía
La especie fue descrita iniciamente como Carum persicum por Pierre Edmond Boissier y publicadA en Annales des Sciences Naturelles; Botanique, sér. 3, 1: 138, en 1844, hoy en día es tanto un sinónimo como el basónimo de esta. Más adelante, sería transferida al género Bunium por Borís Fédchenko en Rastitelnost Turkestanica 612, en 1915, nombre científico que también es un sinónimo actualmente; y ulteriormente sería transferida al género Elwendia por Mijaíl Pímenov y Yevgueni Kliuikov en Plant Systematics and Evolution 299(5): 1004, en 2013.

#### Etimología
Ver: Elwendia
persica: epíteto geográfico que alude a su localización en Persia, Irán actual.